# Город хищниц
Город хищниц (англ. «Cougar Town») — американский телесериал с главной героиней по имени Джулс Кобб, одинокой женщиной, после развода пытающейся снова ощутить вкус любви.
Проект стартовал в 2009 году на телеканале ABC. ABC закрыл сериал в мае 2012 года, но проект переехал на кабельный канал TBS, на котором вышли последующие сезоны. 10 мая 2014 года канал продлил сериал на шестой, финальный сезон. 31 марта 2015 года был показан последний эпизод сериала.
Действие сериала происходит в вымышленном городе Гольфхэвэн (Gulfhaven) штат Флорида, по прозвищу «город хищниц (пум)», так как эмблемой спортивной команды старшей школы города является пума (англ. cougar). Также, «пумами» или хищницами называют зрелых женщин, охотящихся на одиноких молодых парней для развлечения.
Съемки проходили в Калвер-Сити, штат Калифорния на Culver Studios.

## Сюжет
Город хищниц — скромный, небольшой городок в штате Флорида, США, в котором живут главная героиня Джулс (Джулия) Кобб и её друзья.
Джулс, которой уже стукнуло 40 лет, недавно развелась и теперь пытается построить личную жизнь. Но возраст уже не тот, а все сексуальные мальчики, попадающиеся в городке, строят глазки более молодым (Лори) или более напористым (Барб). Джулс отчаянно хватается за каждого встречного, чтобы напомнить себе — каково это забытое чувство, когда ты знакомишься с симпатичным мужчиной (пусть даже намного младше тебя) и идешь с ним на свидание? Это единственное средство снова почувствовать себя молодой.
Хищницы — идеализированное обращение к разведённым женщинам этого городка, пытающихся скрасить свой досуг в поиске кавалеров.
Компанию Джулс составляют её верные подруги, ненавидящие, однако, друг друга, что создает дополнительный контраст в женских отношениях — замужняя Элли и ветреная Лори. Первая воспитывает маленького сына и лишь изредка мечтает оказаться на месте своей подруги. Вторая пользуется всеми привилегиями своего юного возраста и отрывается с парнями по полной.
Бывший муж Бобби (довольно бестолковый и простоватый парень) тоже часть этой шумной компании, иногда впадающий в воспоминания о былой жизни с Джулс. Вместе с матерью живёт их сын Трэвис — подросток, поступающий в колледж. Он ещё слишком юный, однако, уже пробует отношения со сверстницами. Бобби и муж Элли — Энди Торрес, лучшие друзья и иногда их очень крепкая дружба пугает остальных.
Сосед напротив, Грейсон, тоже разведён и одинок, и близок Джулс не только по возрасту, но и по духу. Хотя у него с личной жизнью все в порядке — молоденькие девушки частенько заезжают к нему в гости и остаются на ночь. Постепенно у главной героини Джулс возникает непонятное чувство к своему недружелюбному, на первый взгляд, соседу. Позже она понимает, что это влечение перерастает в любовь.

## В ролях
| Актёр            | Роль           |
| ---------------- | -------------- |
| Кортни Кокс      | Джулс Кобб     |
| Дэн Бёрд         | Трэвис Кобб    |
| Брайан Ван Холт  | Бобби Кобб     |
| Бизи Филиппс     | Лори Келлер    |
| Криста Миллер    | Элли Торрес    |
| Иэн Гомес        | Энди Торрес    |
| Джош Хопкинс     | Грэйсон Элис   |
| Кэролайн Хеннеси | Барбара «Барб» |
| Боб Кленденин    | Том Газелян    |

## Главные герои

### Основной состав

##### Джулия Кики (Джулс) Кобб
Недавно разведённая мать-одиночка 40 лет. Общительная, добра и отзывчивая, но вместе с тем, эгоцентричная и гиперактивная. Живёт в Гольфхэвэне как и все остальные главные герои. Водительские права, показанные во втором сезоне крупным планом, указывают на полное имя — Джулия, и дату рождения: 15 ноября 1968 г.
Джулс была популярна в школе, рано вышла замуж за Бобби Кобба и родила Трэвиса. Всю свою молодость (с 20 до 30 лет) провела за воспитанием сына, которого до сих пор обожает (иногда сверх меры), параллельно страдая от измен мужа, поэтому разучилась отрываться и флиртовать с парнями.
Джулс успешный агент по недвижимости, имеет собственное агентство, в котором работает одна из её подруг — Лори.
Единственный ребёнок в семье. Мать умерла незадолго до начала действия сериала. Отец, Чик, зачастую навещает её. Отношения с ним не идеальны, но теплые. К средине сериала, оказывается, что Чик болен Альцгеймером.
Джулс и её друзья любители выпить вина в уютной компании. В каждом сезоне у Джулс есть большой бокал для вина, из которого она пьет, когда ей грустно. Они всегда разной формы (иногда это просто ваза, украденная из отеля) и, по тем или иным причинам, разбивается, а Джулс хоронит их с почестями. Имена бокалов:
- Большой Джо (Big Joe, очень большой бокал для вина)
- Большой Карл (B. Carl, 44 унции (~1,3 л), на самом деле — часть от лампы)
- Большой Лу (B. Lou, на самом деле — ваза)
- Большая Типпи (B. Tippi, в честь кумира Чика — Типпи Хёдрен, ваза из Голливуда)
- Большой Кимо (B. Kimo, временный бокал, на самом деле — держатель свечи из гостиницы на Гавайях)
- Большая Сью (B. Sue)
- Большой Чак (B. Chuck, в финале сериала Джулс намерено разбивает бокал)
  - Маленький Ричард (Little Richard, миниатюрный бокал из которого пила Лори в качестве наказания)

Впоследствии Джулс выходит замуж за своего соседа — Грэйсона.
Имеет множество воображаемых действий и жестов, используемых в тех или иных ситуациях вместе со своими друзьями, например: танец уверенности перед зеркалом, пальцы-пистолеты, пистолет правды, воображаемая шляпа и др.

##### Элли Торрес
Соседка и лучшая подруга Джулс. Умная, злая и саркастичная женщина. Находится в декретном отпуске по уходу за сыном — Стэном. Замужем за Энди Торресом, доминируя над ним, тем не менее, тот её обожает. До материнства была успешным корпоративным адвокатом.
Элли доставляет удовольствие дразнить окружающих, особенно Лори, Бобби, Грэйсона и собственного мужа.
К концу сериала возвращается на работу, так как устала от «сидения дома».
Вместе с Джулс использует воображаемые действия и правила, например при изменении значения слова или понятия Элли выкрикивает: «Изменение одобрено/утверждено!» («Change approved!»).

##### Лори Келлер
Молодая помощница Джулс в агентстве, по совместительству вторая лучшая подруга. Веселая, распутная, простоватая (а иногда и грубоватая) девушка, пытающаяся вытащить Джулс в свет и познакомить с большим количеством парней. Элли называет её «мармеладка» (jellybean), подразумевая её бестолковость. Лори и Элли постоянно ссорятся и издеваются друг над другом (так как они полные противоположности), но стараются уживаться вместе, чтобы иметь возможность общаться с Джулс.
У Лори было трудное детство: её мать постоянно меняла мужей, а Лори была предоставлена сама себе и воспитывалась на улице, тусовках и в клубах. Постоянно рассказывает истории из своей жизни (которым окружающие не всегда верят) с кучей невообразимых подробностей, зачастую, уходя от первоначальной темы. Со временем завела блог в интернете, где делилась своими историями и событиями из жизни. К финалу сериала можно заметить, как Лори выросла в плане собственного воспитания и отношения к семье и жизни.
У Лори было множество парней, иногда на одну ночь. Самым частым упоминанием (но ни разу не показанным в сериале) был Дейл. Также она встречалась со Смитом Фрэнком и Уэйдом, солдатом из Афганистана.
Однажды она пару раз переспала с Грейсоном, не зная, что он является «однажды-парнем» Джулс (Лори рассказывает Грэйсону: «Однажды девушка» — это кто-то, с кем однажды кто-нибудь другой мог бы встречаться. Это очень серьёзно!"). Затем начала встречаться с Трэвисом. В 6-м сезоне воспитывают сына от Трэвиса — Бобби младшего.
В 4-м сезоне открывает собственную кондитерскую.

##### Трэвис Кобб
Сын Джулс и Бобби. В начале сериала учится последний год в местной школе, затем поступает в колледж. В школе часто страдал от унижения со стороны одноклассников. Испытывает скрытое влечение к Лори. Перед колледжем встречался со сверстницей — Кайли. Затем с Кирстен, старшей на несколько лет. В итоге женился на Лори.
Увлекается фотографией. После колледжа занимается доставкой вина на дом (что очень кстати для Джулс и её друзей).

##### Грэйсон Эллис
Сосед Джулс и владелец местного паба «Gray’s Pub». Бобби называет его Грэй-мэн (Gray-man). Элли называет «мышиными глазками» (в оригинале: «dime-eyes» — «глаза размером с десять центов»), так как у него очень маленькие глаза для его лица.
Также недавно разведённый, но более успешный в плане недолговечных отношений, чем Джулс. Жена бросила его, так как не хотела детей, в отличие от него; в итоге друзья увидели её снова замужем и беременной, что очень расстроило Грейсона. Однажды пару раз переспал с Лори, о чём узнал Энди (а затем и Элли).
Впоследствии женится на Джулс и переезжает к ней в дом. Хочет иметь детей (что является конфликтом с Джулс), но в 3-м сезон узнает, что у него есть дочь, Тампа. Участвует в жизни дочери (в сериале не раскрыто).
Мечтал стать актёром, подрабатывал моделью, изготавливал ювелирные украшения и снимался в рекламе, играет на гитаре и пишет песни (которые часто исполняет в сериале).

##### Энди Торрес
Муж Элли, сосед Джулс, лучший друг Бобби. Энди — инвестиционный консультант. Любящий муж и хороший отец. Низкого роста, упитанный, кубинского происхождения и с почти лысой головой (в противопоставление своей жене — высокой, статной и холодной Элли).
Очень любит своего друга Бобби, возводя его до собственного героя или кумира. С 4 по 6-й сезон был мэром Гольфхэвэна, затем потерял работу из-за того, что редко на ней появлялся. В итоге, принял решение, что хочет сидеть с ребёнком дома, дав, тем самым, возможность Элли выйти на работу.

##### Роберт (Бобби) Кобб
Бывший муж Джулс. Живёт в собственной лодке (выиграл в споре), которой он дал название «Что, за́видно?» («Jealous much?»), на парковке у побережья, что делает его юридически бездомным. Женился на Джулс, когда та забеременела от него. Был профессиональным и успешным игроком в гольф, теперь дает уроки по гольфу. Имел многочисленные внебрачные связи, что и привело к разводу с Джулс, но они до сих пор поддерживают дружеские отношения. Бобби постоянно наведывается в дом к своей бывшей жене за едой, деньгами или просто пообщаться.
Разговаривает очень быстро, используя различные сокращения, жаргон и собственные слова, что зачастую создает проблемы в общении с окружающими. Придумывает всем имена, например Джулс — Пти-Джулс (J-Bird), Грейсону, Тревису и остальным.
Завёл огромную собаку, которого назвал Трэвис-младший, и воспитывает и любит его как сына. Придумал игру «Panny Can» («Пэнни в банке», необходимо попасть монеткой в банку с различного расстояния или в различных позах, при этом, выполняя другие правила), которую друзья потом официально зарегистрировали.

### Второстепенные герои

###### Том Газельян
Овдовевший сосед Джулс, который тайно влюблен в неё. Официально принят в группу в 4-м сезоне. Высокий, лысый, худой, «странный тип без подбородка». Часто помогает Джулс и её друзьям, не получая ничего взамен. Его даже не приглашают в дом: он ведет свое общение за окном кухни. Компания о нём почти ничего не знает, считая его жутким. Затем, узнают, что он богатый нейрохирург, бывший лучший бегун штата, с сыном-морпехом и дочерью-юристом.
Делает собственное вино в своем гараже, дарит его Джулс и друзьям.

###### Барбара (Барб) Коман
Конкурент Джулс, как в бизнесе, так и в личной жизни. Старше Джулс, но успешнее её в любовной сфере; постоянно увивается за молоденькими парнями. Впоследствии вышла замуж за Роджера Фрэнка (отец бойфренда Лори — Смита Фрэнка), который был мэром Гольфэхэна до избрания Энди. Играет Кэролайн Хеннеси.

###### Чик (Цыпа)
Отец Джулс, типичный представитель южан США, большой поклонник лошадей, чьим любимым праздником является Хеллоуин. В 4-м сезоне обнаруживается болезнь Альцгеймера, Джулс ухаживает за ним. Играет Кен Дженкинс.

## Прочий состав и приглашённые звёзды
- Ник Зано — Джош (сезоны 1 и 2), молодой человек, с которым встречалась Джулс, но, как она считала, ему нужны были более серьёзные отношения, чем ей, на тот момент, вследствие чего она с ним порвала. Актёр покинул съёмочную площадку ввиду предложенной ему роли в телесериале Мелроуз Плейс, который позже был завершён.
- Спенсер Лок — Кайли (сезоны 1 и 2), подруга Тревиса с начала сериала, с которой он «стал мужчиной». Однако, они позже порывают после взаимной неверности — Тревис целует Хизер Спенглер, а Кайли — Джо Спенглера. Они позже примиряются и продолжают встречаться в сезоне 2, даже несмотря на то, что Кайли не скрывает, что Тревис у неё не единственный. Отношения разрываются навсегда, когда Тревис поступает в колледж.
- Райан Девлин — Смит Фрэнк (сезоны 1 и 2) — молодой юрист и бывший друг Лори. Во втором сезоне Смит порывает с Лори после того, как та признаётся Джулс, что влюблена в него, а он осознаёт, что не чувствует того же. Однако именно с ним (помимо Тревиса) у Лори были самые длительные отношения в сериале.
- Барри Боствик — Роджер Фрэнк, состоятельный бизнесмен и отец Смита, очень недолюбливает Лори, берёт уроки гольфа у Бобби и однажды покупает у них «Panny Can». В сезоне 3 женится на Барб Комэн, также открывается, что он мэр города.
- ЛаМаркус Тинкер — Кевин, сосед Тревиса по комнате, с которым отношения сначала не складываются из-за желания Тревиса показать себя в колледже, однако после они становятся лучшими друзьями.
- Коллетт Вульф — Кирстен, старшекурсница, подруга Тревиса сезона 2, с которой он знакомится после поступления. Когда оказывается, что ей предстоит уезжать, Тревис поспешно делает ей предложение, которое она в испуге отклоняет и исчезает.
- Шерил Кроу — Сара Крамер, очаровательная продавщица вина и подруга Грейсона из сезона 1, благодаря которой он охладевает к малолетним пустышкам. Элли заводит с ней тайную дружбу, избегая возможной ссоры с Джулс и компанией. Сара порывает с Грейсоном после того, как выясняется, что он с Джулс друг к другу неравнодушны.
- Дэвид Клейтон Роджерс — Мэтт, первый парень Джулс после развода из сезонов 1 и 2, оказывается другом Грейсона, который впоследствии узнаёт об их прошлом романе.
- Сара Чок — Энджи ЛеКлер, преподаватель фотографии у Тревиса из Флоридского Университета, которая становится возлюбленной Бобби в сезоне 3, после того, как Тревис показывает ей его фото в качестве домашнего задания. Джулс устраивает для них запланированное свидание, привлекая Грейсона, Лори, Тревиса, Тома и Энди.
- Сэм Ллойд сыграл Теодора «Тэда» Баклэнда, известного персонажа из телесериала Клиника (телесериал) в 21 и 22 сериях 2 сезона и 5 серии 3 сезона
- Николь Салливан — Линн Меттлер, психотерапевт Джулс из сезонов 3-4, к которой она обращается за добрачными консультациями, а также в виде наказания для Грейсона, Элли и Бобби.
- Эдвин Ходж — Уэйд, парень Лори из 3-4 сезонов, военный из Афганистана.
- Брига Хилан — Холли, (сезон 3) одна из бывших любовниц Грейсона его послебрачного периода, родившая девочку.
- Сойер Эвер — Стэн Торрес, (сезоны 3-4) запущенный ребёнок, местонахождение которого обычно неизвестно его родителям. Любит прокрадываться с молотком и разбивать соседские фонари.
- Скотт Фоли — парень Джулс из сезона 1, коллега Кортни Кокс по фильму Крик 3.
- Лиза Кудроу — Др. Эмми Эванс, злой дерматолог Джулс из сезона 1, девушка Бобби, Джулс и Эмми ссорились по поводу общения с Бобби. Коллега Кортни Кокс по сериалу Друзья.
- Дженнифер Энистон — Глэн, психолог (довольно неудачливый и эгоистичный) Джулс из сезона 2, помешана на собственной собаке, про которую Джулс думала что это её сын. Коллега Кортни Кокс по сериалу Друзья.
- Мэттью Пэрри — миллиардер Сэм из 5 сезона, с которым у Джулс произошло ДТП и который предложил выйти ей замуж, на что она быстро согласилась, будучи уже замужем за Грэйсоном. Коллега Кортни Кокс по сериалу Друзья.
- Дэвид Аркетт — госслужащий из сезона 3, бывший муж и коллега Кортни Кокс по серии фильмов Крик.
- Зак Брафф — эпизодическая роль, разносчик пиццы.
- Ниа Вардалос — Анджела Торрес, жена брата Энди, которая к нему неравнодушна.
- Лу Даймонд Филлипс — камео.
- Дэнни Пуди — зевака из уличного кафе, первый воспользовавшийся идеей Лори о жизни на Гавайи в конце сезона 2.
- Джошуа Радин — уличный музыкант.
- Типпи Хедрен — камео.
- Мистер Ти — камео.
- Синди Кроуфорд — камео (сезон 6).

## Сезоны

### 1 сезон (24 серии)
В пилотной серии сорокалетняя Джулс рассматривает в зеркале своё тело и обнаруживает признаки старения. Она развелась с мужем, Бобби Коббом, и пытается повторно войти в мир знакомств, в чём ей помогает её молодая подруга и коллега Лори Келлер. Ещё одна лучшая подруга Джулс — Элли — полная противоположность Лори, живёт в соседнем доме и не хочет, чтобы Джулс связывалась с Лори. Сын Джулс, выпускник школы, постоянно смущён поведением своих родителей. Первым парнем Джулс становится Джош, который в итоге признаётся ей в любви, но она не чувствует того же самого и они расстаются. Следующий роман с Джеффом (клиентом Джулс). Отношения заканчиваются, потому что Джефф готов остепениться, а Джулс не готова к серьезным отношениям после развода. В итоге, Джулс оказывается в постели со своим бывшим мужем Бобби, который осознаёт, что хочет вернуть её. Джулс отказывает Бобби. К концу сезона назревают отношения с Грэйсоном — соседом из дома напротив, который тоже недавно развелся и в плане секса пустился во все тяжкие, но есть загвоздка — Грэйсон и Лори несколько раз переспали; об этом не знает никто, кроме Энди.

### 2 сезон (22 серии)
Грэйсон и Джулс тайно встречаются, а затем открывают свои отношения, что никого не удивляет. Лори решается раскрыть секрет о ночи, проведённой с Грэйсоном. Джулс зла на подругу, но затем прощает её, когда Лори бросает парень, в которого Лори впервые по настоящему влюбилась. Трэвис поступает в колледж и пытается завести друзей, его бросает девушка и он сбегает на Гавайи, откуда его затем вытаскивает Лори. Джулс и Грэйсон обсуждают возможное рождение совместных детей (причём, Джулс эта идея не нравится).

### 3 сезон (15 серий)
Сезон рассказывает об отношениях Грэйсона и Джулс как пары. В начале сезона Грэйсон делает Джулс предложение. Во время прогулки с собакой Трэвис получает травму. Лори знакомится с афганским солдатом. Выясняется, что у Грэйсона есть дочь по имени Тампа. У Бобби новые отношения. На город обрушивается ураган, после которого Грэйсону приходится переехать к Джулс. Трэвис и Лори чувствуют, что нравятся друг другу. Ситуация усложняется тем, что из Афганистана приезжает парень Лори. Затем Трэвис признаётся Лори в любви. Грэйсон хочет свадьбу только для двоих, но Джулс никуда не отправляется без своей шумной компании. В итоге Грэйсон соглашается и они женятся на городском пляже. Учитывая, что это не законно и их преследуют полицейские, жениться приходится на ходу.

### 4 сезон (15 серий)
Джулс и Грэйсон адаптируются к совместной семейной жизни. Трэвис подавляет свои чувства к Лори, пытаясь встречаться со всеми девочками в колледже. В группу входит Том. В сезоне демонстрируются кадры того, что происходило 10 лет назад, когда Коббы переехали в свой новый дом и познакомились с соседями — Торресами. Бобби влюбляется в Риггс. Лори понимает, что любит Трэвиса. Выясняется, что у отца Джулс синдром Альцгеймера. Друзья хотят его подбодрить и отвозят в Голливуд, чтобы он встретился со своей любимой знаменитостью Типпи Хедрен.

### 5 сезон (13 серий)
Сезон сконцентрирован вокруг отношений Лори и Трэвиса. Грэйсон и Бобби понимают, что стареют. Болезнь Чика ухудшается и он вынужден перебраться к Джулс. Энди испытывает трудности в работе мэра города. Лори и Элли притворяются лесбийской парой, чтобы записать Стэна в престижную школу. Трэвис выпускается из колледжа и находит работу официантом в Старбаксе.
В конце сезона Джулс обнаруживает, что Лори беременна, но об этом пока никто не знает, даже сама Лори.

### 6 сезон (13 серий)
На Джулс обрушиваются большие изменения, начиная с того, что она становится бабушкой, и заканчивая переездом всех близких (который в итоге оказывается фальшивым). Бобби получает работу в Джорджии. Лори рожает Бобби-младшего и они с Трэвисом начинают свою семейную жизнь. Трэвис открывает мобильный винный бизнес. Энди перестаёт быть мэром и становится «папой на дому», в то время, как Элли выходит на свою любимую работу. Том находит свою любовь.
Джулс разбивает Большого Чака, на этот раз нарочно.

## Потенциальное переименование
В мае 2010 года было сообщено, что продюсеры сериала рассматривают изменение названия, так как сюжет давно отклонился от существующего (город «хищниц» подразумевает охоту зрелых женщин на молодых мужчин с целью развлечения, но к концу сезона стало ясно, что героини уже не «хищницы», а просто женщины, устроившие свою личную жизнь). Тем не менее, название «Cougar Town» осталось и на второй сезон.
Позже Билл Лоуренс открыл два предполагаемых названия: «Солнечный штат» («Sunshine State») — от него пришлось отказаться, так как на канале уже был ситком с Мэтью Пэрри, имевший в названии слово «sunshine» («Mr. Sunshine»), и «Взрослые/Выросшие» («Grown Ups») — от него  также отказались по причине существования подобного названия у фильма.
В июне 2011 Кортни Кокс заявила, что одно из предполагаемых названий звучит как «Друзья с выпивкой» («Friends with Beverages»).
В феврале 2012 Кокс и Лоуренс сказали в интервью, что существуют потенциальные названия «Время вина» («Wine Time»), «Солнечный штат» («The Sunshine State») и «Семейка Джулс» («Family Jules»). Когда к 4 сезону сериал переехал на канал TBS, Лоурэнс завил, что «если канал хочет изменить название, то мы изменим, но маловероятно, что такое произойдет».
В заключительном эпизоде название в заставке звучало как «Солнечный штат» («Sunshine State»).

## Награды
| Название церемонии                | Год  | Категория                                                | Номинант                               | Итог      |
| --------------------------------- | ---- | -------------------------------------------------------- | -------------------------------------- | --------- |
| Женщина года от журнала «Glamour» | 2010 | Лучшая американская актриса сериала                      | Кортни Кокс                            | Победа    |
| Golden Derby TV Awards            | 2010 | Лучший комедийный сериал                                 | Лучший комедийный сериал               | Номинация |
| Golden Derby TV Awards            | 2010 | Лучшая приглашенная звезда (женск.) в комедийном сериале | Лиза Кудроу                            | Номинация |
| Golden Derby TV Awards            | 2010 | Лучшая актриса главной роли в комедийном сериале         | Кортни Кокс                            | Победа    |
| Золотой глобус                    | 2009 | Лучшая женская роль в телесериале-комедии или мюзикле    | Кортни Кокс                            | Номинация |
| People's Choice Awards            | 2009 | Любимый Новый комедийный сериал                          | Любимый Новый комедийный сериал        | Номинация |
| People's Choice Awards            | 2010 | Любимая актриса телевизионного сериала                   | Courteney Cox                          | Номинация |
| People's Choice Awards            | 2011 | Любимая актриса телевизионного сериала                   | Courteney Cox                          | Номинация |
| People's Choice Awards            | 2013 | Любимая актриса сериала кабельного телевидения           | Courteney Cox                          | Номинация |
| People's Choice Awards            | 2013 | Любимая комедия кабельного телевидения                   | Любимая комедия кабельного телевидения | Номинация |
| People's Choice Awards            | 2014 | Любимая актриса сериала кабельного телевидения           | Кортни Кокс                            | Номинация |
| People's Choice Awards            | 2014 | Любимая комедия кабельного телевидения                   | Любимая комедия кабельного телевидения | Номинация |
| Выбор телевизионных критиков      | 2011 | Лучшая женская роль в комедийном сериале                 | Кортни Кокс                            | Номинация |
| Выбор телевизионных критиков      | 2011 | Лучшая актриса второго плана в комедийном сериале        | Бизи Филиппс                           | Победа    |